# Ruhbank (Hüffenhardt)

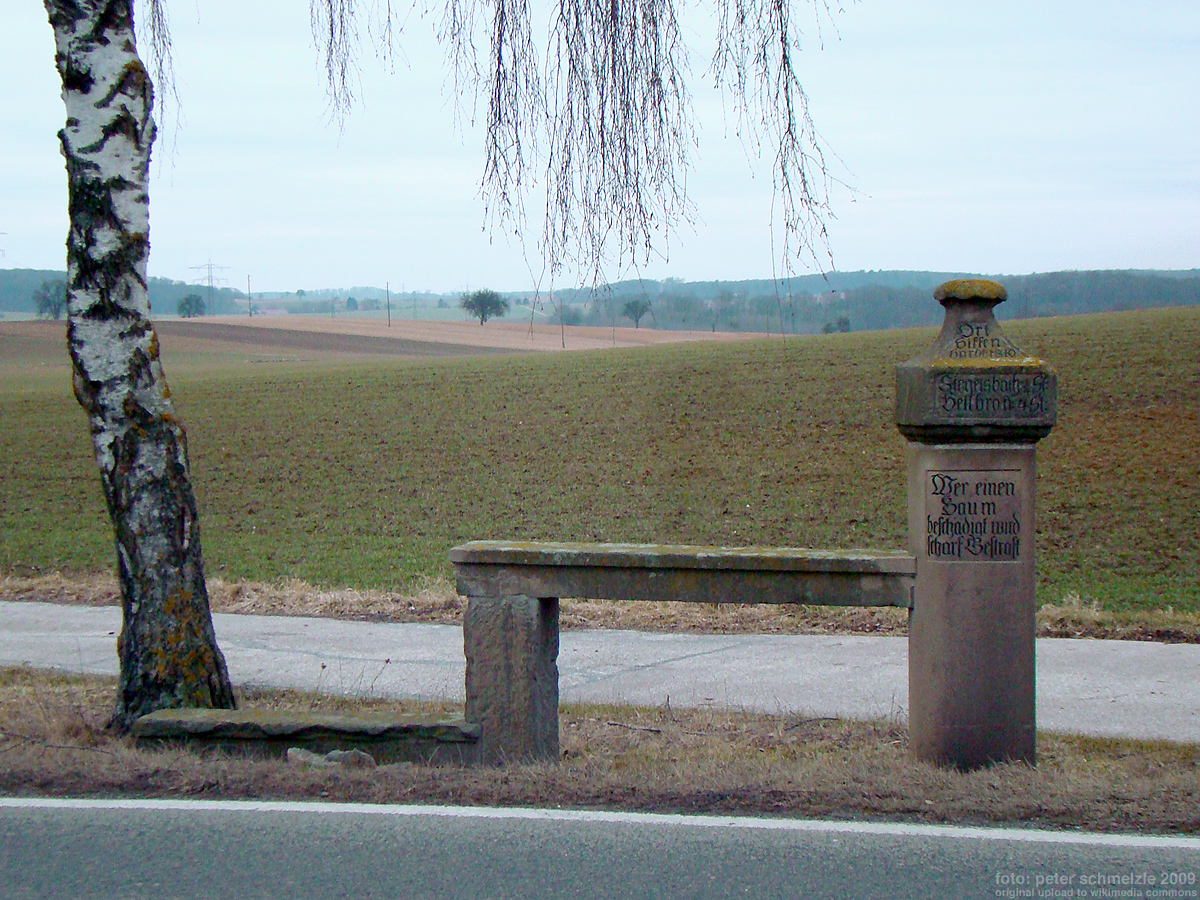
Ruhbank bei Hüffenhardt

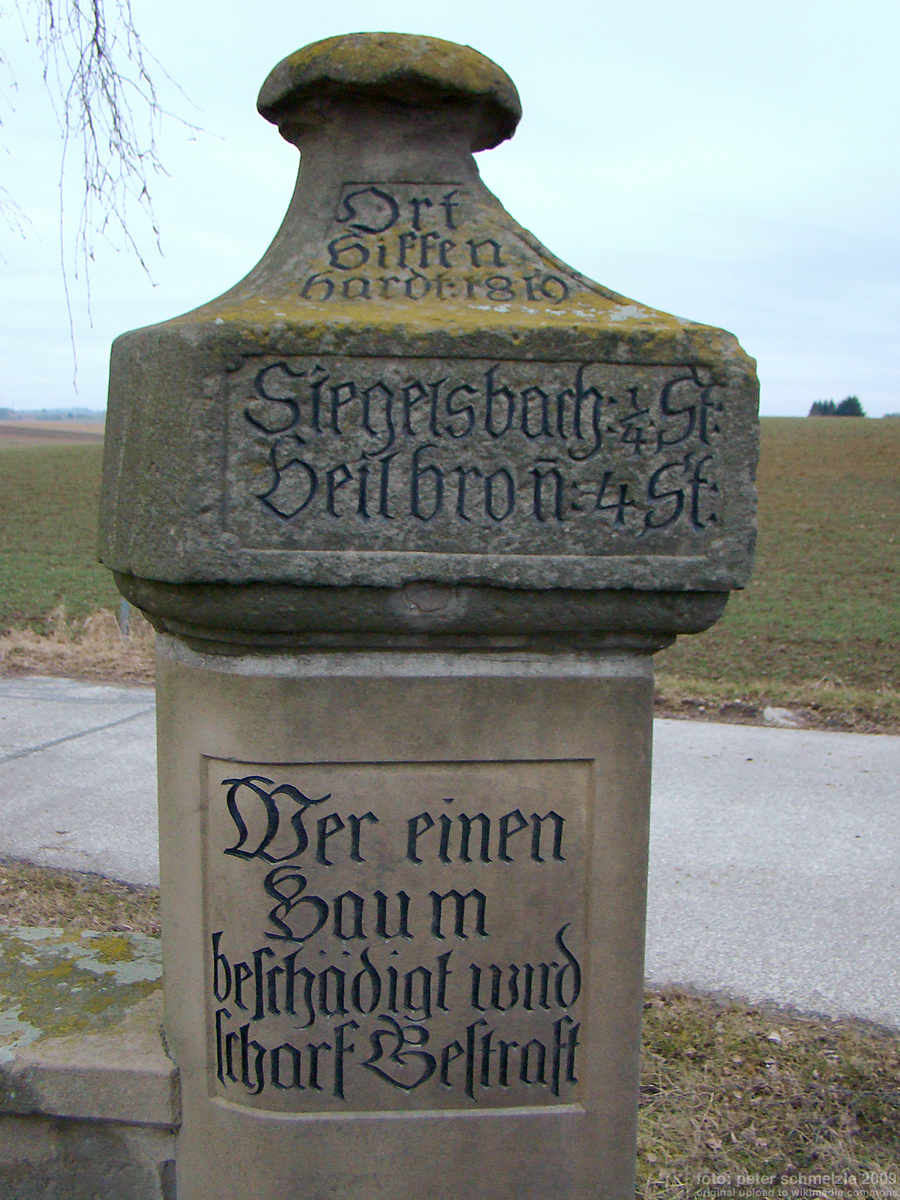
Detailfoto der Beschriftung

Die Ruhbank ist ein Kleindenkmal bei Hüffenhardt im Neckar-Odenwald-Kreis im nördlichen Baden-Württemberg. Gegenüber den meisten anderen Ruhbänken hebt sich diese durch ihre vergleichsweise kunstfertige Ausführung und den eingearbeiteten Stundenstein ab. Die Ruhbank wurde 1819 durch die Gemeinde Hüffenhardt südlich des Ortes auf der Kuppe des Hippberges an der einstigen Verzweigung der Fahrwege von Hüffenhardt über Siegelsbach nach Heilbronn und über Obergimpern nach Eppingen errichtet.
Die aus Sandstein gefertigte Ruhbank besteht wie die meisten Ruhbänke aus einer niederen Sitzbank und einer höheren Bank zum Abstellen von auf dem Rücken getragenen Lasten. Der Aufstellungsort an der Wegabzweigung bzw. auf der Hügelkuppe ist charakteristisch für Ruhbänke. Der äußere Sturzstein der höheren Bank weist Zierelemente auf und trägt mehrere Inschriften. Der Querschnitt des Steins beschreibt zwei Drittel eines Kreisbogens und geht dann in ein Dreiecksprofil über, dessen Winkel der V-förmigen Abzweigung der alten Wege entspricht. Der Sturz schließt oben mit einem Kapitell mit mützenförmigem Aufsatz ab. Kopfteil und Säulenschaft sind aus zwei verschiedenen Steinen gefertigt.
Im oberen Bereich trägt der Sturz die Inschrift Ort Hiffenhardt: 1819, was auf die Errichtung der Ruhbank durch die Gemeinde in jenem Jahr hinweist. Die Inschriften Siegelsbach: 1/4 St:, Heilbronn: 4 St: und Obergimpern: 1 St:, Eppingen: 4 St: auf den jeweiligen Seiten des Steins weisen Richtung und Entfernung der genannten Orte. Das Kürzel St steht hierbei für das Wegmaß der Wegstunde, die um 1800 mit 14815 Fuß bzw. nach den 1870 eingeführten metrischen System 4444 Meter betrug. Im unteren Bereich des Stundensteins befindet sich außerdem noch die Inschrift Wer einen Baum beschädigt wird scharf Gestraft, die wohl insbesondere vor der Beschädigung der seit um 1780 üblichen Obstbäume längs der Chausseen warnt.
Durch den Ausbau der Straße von Hüffenhardt nach Siegelsbach hat sich das Geländeniveau um die Bank geringfügig verändert, ohne dass die Bank angepasst worden wäre. Dadurch befindet sich die ursprüngliche Sitzbank heute auf Bodenniveau, während die ursprünglich etwa 85 cm hohe Lastenbank sich heute auf Sitzhöhe befindet.
Außer dem kunstvoll gefertigten Stundenstein war die Verzapfung der Bank mit dem Stundenstein und die Fixierung durch ein geschmiedetes Element für damalige Verhältnisse technisch anspruchsvoll ausgeführt. Auf diese Art der Verzapfung wurde jedoch bei der vor wenigen Jahren erfolgten teilweisen Erneuerung des bereits verschiedentlich ausgebesserten Stundensteins verzichtet.